# Dimeria dipteros
Dimeria dipteros är en gräsart som beskrevs av John Raymond Reeder. Dimeria dipteros ingår i släktet Dimeria och familjen gräs. Inga underarter finns listade i Catalogue of Life.